# La Fin du jour
La Fin du jour is een Franse dramafilm uit 1939 onder regie van Julien Duvivier. Destijds werd de film uitgebracht onder de titel Levensavond.

## Verhaal
Een stel bejaarde acteurs woont samen in een tehuis. Ze halen herinneringen op aan het verleden. Op een dag komt de bekende acteur Raphaël Saint Clair op bezoek. Daardoor worden oude vetes weer opgerakeld.

## Rolverdeling
| Acteur                | Personage           |
| --------------------- | ------------------- |
| Victor Francen        | Marny               |
| Michel Simon          | Cabrissade          |
| Louis Jouvet          | Raphaël Saint Clair |
| Madeleine Ozeray      | Jeannette           |
| Alexandre Arquillière | Mijnheer Lucien     |
| Arthur Devère         | Regisseur           |
| Sylvie                | Mevrouw Tusini      |
| Jean Joffre           | Philémon            |
| Charles Granval       | Deaubonne           |
| Pierre Magnier        | Laroche             |
| Gabrielle Fontan      | Mevrouw Jambage     |